# Helga Porsch
Helga Porsch (* 28. August 1943 in Schulzendorf als Helga Döring; † 2. Oktober 2010 in Stolzenhagen) war eine deutsche Dokumentarfilmregisseurin.

## Leben und Wirken
Helga Porsch absolvierte nach der Schulzeit eine Ausbildung zur Schriftsetzerin und studierte anschließend an der Universität Leipzig und der Humboldt-Universität zu Berlin Kunsterziehung und Germanistik auf Lehramt. Danach arbeitete sie als Lektorin beim Kinderbuchverlag Berlin. Zum Film kam sie in den 1970er-Jahren als Quereinsteigerin.
Ab 1971 war Helga Porsch als Redakteurin für mehrere Fernsehdokumentarfilme beschäftigt. Sie arbeitete u. a. mit den Regisseuren Konrad Weiß, Günter Meyer und Bodo Schulenburg zusammen. 1976 drehte Porsch erste Abendgrüße für die Sendung Unser Sandmännchen des Deutschen Fernsehfunks und fand darin ihre Passion. Bis 1991 war Porsch an etwa 750 Sendungen beteiligt. Parallel realisierte Helga Porsch am DEFA-Studio für Dokumentarfilme mehrere kurze und mittellange dokumentarische Werke, die sich an ein kindliches Publikum richteten.
Nach der Abwicklung der DEFA hatte Helga Porsch in den 1990er-Jahren Schwierigkeiten weiter im Filmbereich tätig zu sein. Freiberuflich arbeitete sie an einigen Fernsehproduktionen mit, darunter die Reihe Stationen der Einheit (1995). Von 1995 bis 2008 war sie als  Redakteurin und Regisseurin für die Sendung Täter – Opfer – Polizei tätig, die zunächst im ORB stäter beim RBB ausgestrahlt wurde.
Zunehmend widmete sich Helga Porsch der Malerei. Ihre Werke wurden in Berlin, Bonn, Templin, München und Darmstadt ausgestellt. Sie starb nach schwerer Krankheit im Oktober 2010.

## Filmografie (Auswahl)
- 1979: Regengeschichte für Hoppla
- 1978/80: Verwandlungsspiele
- 1981: Spielwagen
- 1983/84: Hofspiele – Spielhof
- 1986: Ohne Zwerge in die Berge (Serie Der besondere Tag)
- 1987/88: Katzen, sanft und wild
- 1989: Neptuns wundervolle Welt
- 1989: Theater
- 1990: Hundchen – Vagabundchen